# Municipio de Liberty (condado de Logan)
El municipio de Liberty (en inglés: Liberty Township) es un municipio ubicado en el condado de Logan en el estado estadounidense de Ohio. En el año 2010 tenía una población de 3434 habitantes y una densidad poblacional de 86,83 personas por km².

## Geografía
El municipio de Liberty se encuentra ubicado en las coordenadas 40°17′22″N 83°45′57″O / 40.28944, -83.76583. Según la Oficina del Censo de los Estados Unidos, el municipio tiene una superficie total de 39.55 km², de la cual 39.51 km² corresponden a tierra firme y (0.09%) 0.04 km² es agua.

## Demografía
Según el censo de 2010, había 3434 personas residiendo en el municipio de Liberty. La densidad de población era de 86,83 hab./km². De los 3434 habitantes, el municipio de Liberty estaba compuesto por el 95.49% blancos, el 1.63% eran afroamericanos, el 0.23% eran amerindios, el 0.73% eran asiáticos, el 0.03% eran isleños del Pacífico, el 0.12% eran de otras razas y el 1.78% pertenecían a dos o más razas. Del total de la población el 0.76% eran hispanos o latinos de cualquier raza.